# Macropsis xena
Macropsis xena är en insektsart som beskrevs av Hamilton 1983. Macropsis xena ingår i släktet Macropsis och familjen dvärgstritar. Inga underarter finns listade i Catalogue of Life.